# DNA Motors
DNA Motors é uma empresa sul-coreana fabricante de motocicletas até 250 cilindradas, sediada em Gyeongsangnam-do. Ela é subsidiaria do grupo Daelim ,que abrange 13 empresas nos mais diferentes setores. 

## História
A Daelim Motor iniciou as atividades em 1962, produzindo bicicletas na planta industrial da Kia. Anos depois, começou a produzir na própria planta. 
Em 1978, iniciou a produção de motocicletas com baixa cilindrada (até 250cc), em parceria com fabricantes japonesas(Honda e Yamaha). Em 1992, desenvolve a primeira motocicleta própria, mudando posteriormente o nome da empresa para Daelim Motorcycle.

## Modelos

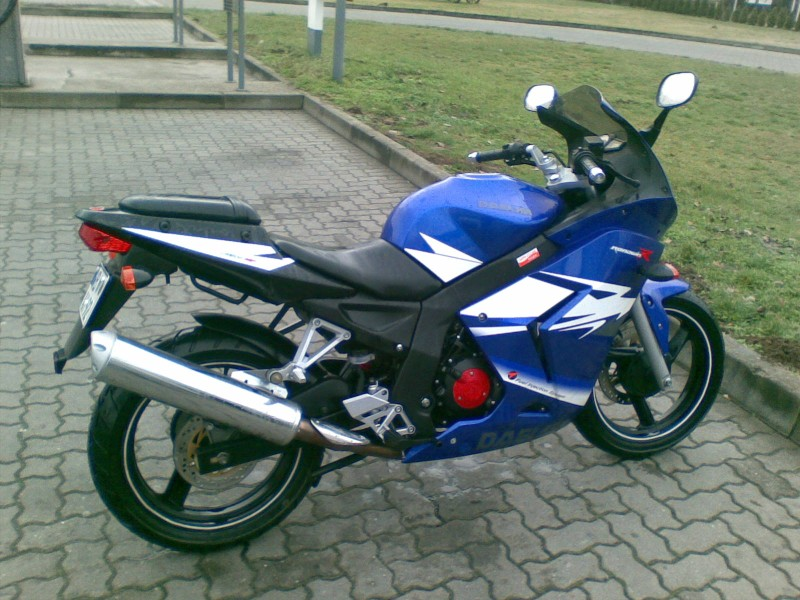
Daelim Roadwin R

- Motos
  - VJF125 Roadsport/Roadwin R 125
  - VJF250 Roadsport/Roadwin R 250
  - VF 125 Roadwin 125
  - VL 125 Daystar 125
- Scooters
  - S3 125 FI/250 Advance
  - S2 125/250
  - S1 125
  - Besbi 125
  - Delfino 125
  - B-Bone 125
  - Daelim Altino 100
  - S-Five 50
  - E-Five 50
  - A-Four 50
  - Cordi 50
  - NS 125
- Negócios
  - Citi Ace 110
- ATV
  - ET 250/300